# Paroreomyza flammea
El kakawajie (Paroreomyza flammea) es una especie extinta de ave paseriforme de la familia Fringillidae. Era endémica de las islas de Hawái y Molokai. Fue descubierta a finales del siglo xix, por el ornitólogo británico Scott Barchard Wilson. 

## Extinción
Las causas de su extinción fueron probablemente similares a las de otras aves hawaianas. La destrucción del hábitat, las enfermedades aviares propagadas por mosquitos, así como la depredación por animales introducidos fueron factores importantes que probablemente llevaron a su declive. Las enfermedades transmitidas por mosquitos incluye la malaria aviar y la viruela aviar.